# Thottea robusta
Thottea robusta är en piprankeväxtart som beskrevs av V. Steenis. Thottea robusta ingår i släktet Thottea och familjen piprankeväxter. Inga underarter finns listade i Catalogue of Life.